# Metasia ophialis
Metasia ophialis is een vlinder uit de familie van de grasmotten (Crambidae), uit de onderfamilie van de Spilomelinae. De wetenschappelijke naam van deze soort is voor het eerst voorgesteld als Botys ophialis door Georg Friedrich Treitschke in een publicatie uit 1829.
De soort komt voor in Midden- en Zuid-Europa en in Turkije en Israël.